# Amphithyris parva
Amphithyris parva är en armfotingsart som beskrevs av Mackinnon, Hiller, Long och Marshall 2008. Amphithyris parva ingår i släktet Amphithyris och familjen Platidiidae. Inga underarter finns listade i Catalogue of Life.